# Port lotniczy Djougou
Port lotniczy Djougou – port lotniczy zlokalizowany w benińskim mieście Djougou.